# テレビ朝日水曜夜9時枠時代劇
テレビ朝日水曜夜9時枠時代劇は、かつてNET(現・テレビ朝日)で水曜21時台(JST)に設けられていた時代劇専門放送枠である。

## 概要
放送時期は1968年4月～1969年6月の第1期と、1970年4月～1976年9月の第2期に分かれる。
第1期は「日本剣客伝」シリーズのように、1作品につき4週程度の作品を数作品で1タイトルとするようなシリーズを放送していたが、この形態は1969年7月より水曜21時枠に「NETワールドプロレスリング」（日本プロレス版）が放送されることになり、一旦終了された。尚、これに近い形態では、3ヶ月後の1969年10月、「新・日本任侠伝」が月曜21時枠に枠を換えて復活している。
第2期は、1970年4月、1969年7月より水曜21時枠に放送されていた「NETワールドプロレスリング」（日本プロレス版）が、月曜20時枠に移動することになり、それまで月曜20時枠で放送されていた「用心棒シリーズ」から続く路線が、入れ替わりで水曜21時枠に来たことによりスタートする。
第1期も含め、以来ずっと東映が制作してきた本枠だったが、1975年4月に、それまで土曜20時枠で現代劇を担当していた東宝と制作が入れ替わり、以降は制作会社が不定となった(尚、その替わり東映は1975年4月からは金曜21時枠で現代劇を本枠終了と同じ1976年9月まで担当している)。
そして、1976年9月を以てこの枠の時代劇は終了し、時代劇枠は1976年10月からは土曜20時枠で再スタートしているため、このテレビ朝日土曜夜8時枠時代劇枠が本枠の後継と言えよう。

## 放送作品

### 第1期
- 日本剣客伝 (1968年4月3日～12月25日)[1]
  - 宮本武蔵
  - 小野次郎左衛門
  - 上泉伊勢守
  - 塚原卜伝
  - 柳生十兵衛
  - 堀部安兵衛
  - 針谷夕雲
  - 高柳又四郎
  - 沖田総司
  - 千葉周作
- 新・日本剣客伝 (1969年1月1日～3月26日)
  - 後藤又兵衛
  - 中村半次郎
  - 伊藤一刀斎
  - 平手造酒
- 日本任侠伝[2] (1969年4月2日～6月25日)
  - 国定忠治
  - 笹川繁蔵
  - 会津の小鉄

### 第2期
- 燃えよ剣 （栗塚旭版）(1970年4月1日～9月23日)
- 宮本武蔵 (高橋幸治版)(1970年10月7日～1971年3月31日)
- 軍兵衛目安箱 (1971年4月7日～9月29日)
- 半七捕物帳 (1971年10月6日～1972年3月29日)
- さすらいの狼 (1972年4月5日～9月27日)
- 長谷川伸シリーズ[3] (1972年10月4日～1973年4月25日)[4]
- 新書太閤記(山口崇版)(1973年5月2日～9月26日)
- 女・その愛のシリーズ[5] (1973年10月3日～1974年3月27日)
- 右門捕物帖(杉良太郎版) (1974年4月3日～1975年3月26日)
- 鬼平犯科帳(丹波哲郎版) (1975年4月2日～9月24日)　NET、東宝制作
- 徳川三国志(1975年10月22日～1976年4月21日)[6][7]
- 人魚亭異聞 無法街の素浪人 (1976年4月28日～9月22日)　NET、三船プロダクション制作

※特に記述のないものは全てNET、東映の制作。

## 放映ネット局
系列は放送当時のもの。
| 放送対象地域   | 放送局           | 系列                                        | ネット形態             | 備考                                                     |
| -------------- | ---------------- | ------------------------------------------- | ---------------------- | -------------------------------------------------------- |
| 関東広域圏     | NETテレビ        | NETテレビ系列                               | 制作局                 | 現：テレビ朝日                                           |
| 北海道         | 北海道テレビ     | NETテレビ系列                               | 同時ネット             |                                                          |
| 青森県         | 青森テレビ       | NETテレビ系列 TBS系列                       | 同時ネット             | 1969年12月開局から1975年3月まで                          |
| 青森県         | 青森放送         | 日本テレビ系列 NETテレビ系列                | 遅れネット             | 1975年4月から                                            |
| 岩手県         | テレビ岩手       | 日本テレビ系列 NETテレビ系列                | 同時ネット             | 1969年12月開局から1971年9月まで                          |
| 岩手県         | 岩手放送         | TBS系列                                     | 遅れネット             | 1971年10月から、現：IBC岩手放送                          |
| 宮城県         | 東北放送         | TBS系列                                     | 遅れネット             | 1970年9月まで                                            |
| 宮城県         | ミヤギテレビ     | 日本テレビ系列 NETテレビ系列                | 遅れネット             | 1970年10月開局から1975年9月まで                          |
| 宮城県         | 東日本放送       | NETテレビ系列                               | 同時ネット             | 1975年10月開局から                                       |
| 秋田県         | 秋田放送         | 日本テレビ系列                              | 遅れネット             |                                                          |
| 山形県         | 山形放送         | 日本テレビ系列                              | 遅れネット             |                                                          |
| 福島県         | 福島中央テレビ   | 日本テレビ系列 NETテレビ系列                | 遅れネット             |                                                          |
| 山梨県         | 山梨放送         | 日本テレビ系列                              | 遅れネット             |                                                          |
| 新潟県         | 新潟総合テレビ   | フジテレビ系列 日本テレビ系列 NETテレビ系列 | 遅れネット             | 現：NST新潟総合テレビ                                    |
| 長野県         | 信越放送         | TBS系列                                     | 遅れネット             |                                                          |
| 静岡県         | 静岡放送         | TBS系列                                     | 遅れネット             |                                                          |
| 中京広域圏     | 名古屋テレビ     | NETテレビ系列                               | 遅れネット →同時ネット | [ 8 ]                                                    |
| 富山県         | 北日本放送       | 日本テレビ系列                              | 遅れネット             |                                                          |
| 石川県         | 北陸放送         | TBS系列                                     | 遅れネット             |                                                          |
| 福井県         | 福井放送         | 日本テレビ系列                              | 遅れネット             |                                                          |
| 近畿広域圏     | 毎日放送         | NETテレビ系列                               | 同時ネット             | 1975年3月まで                                            |
| 近畿広域圏     | 朝日放送         | NETテレビ系列                               | 同時ネット             | 現：朝日放送テレビ、1975年4月から、腸捻転解消に伴う移行  |
| 岡山県         | 岡山放送         | フジテレビ系列 NETテレビ系列                | 同時ネット             | 放送当時の愛称：テレビ岡山、当時の放送エリアは岡山県のみ |
| 鳥取県・島根県 | 日本海テレビ     | 日本テレビ系列                              | 遅れネット             |                                                          |
| 広島県         | 中国放送         | TBS系列                                     | 遅れネット             | 1970年11月まで                                           |
| 広島県         | 広島ホームテレビ | NETテレビ系列                               | 同時ネット             | 1970年12月開局から                                       |
| 山口県         | 山口放送         | 日本テレビ系列                              | 遅れネット             |                                                          |
| 徳島県         | 四国放送         | 日本テレビ系列                              | 遅れネット             |                                                          |
| 香川県         | 瀬戸内海放送     | NETテレビ系列                               | 同時ネット             | 当時の放送エリアは香川県のみ                             |
| 愛媛県         | 愛媛放送         | フジテレビ系列                              | 遅れネット             | 現:テレビ愛媛                                            |
| 高知県         | 高知放送         | 日本テレビ系列                              | 遅れネット             |                                                          |
| 福岡県         | 九州朝日放送     | NETテレビ系列                               | 同時ネット             |                                                          |
| 長崎県         | 長崎放送         | TBS系列                                     | 遅れネット             |                                                          |
| 熊本県         | 熊本放送         | TBS系列                                     | 遅れネット             |                                                          |
| 大分県         | テレビ大分       | フジテレビ系列 日本テレビ系列 NETテレビ系列 | 遅れネット             |                                                          |
| 宮崎県         | 宮崎放送         | TBS系列                                     | 遅れネット             | 第1期のみ                                                |
| 宮崎県         | テレビ宮崎       | フジテレビ系列 NETテレビ系列                | 同時ネット             | 第2期のみ                                                |
| 鹿児島県       | 南日本放送       | TBS系列                                     | 遅れネット             | 1969年3月まで                                            |
| 鹿児島県       | 鹿児島テレビ     | フジテレビ系列 日本テレビ系列 NETテレビ系列 | 同時ネット             | 1969年4月開局から                                        |
| 沖縄県         | 琉球放送         | TBS系列                                     | 遅れネット             |                                                          |